# Hôtel Héron
L'hôtel Héron est situé sur la commune de Moulins (France).

## Localisation
L'hôtel est situé sur la commune de Moulins, dans le département de l'Allier, en région Auvergne-Rhône-Alpes. Il donne sur le côté est de la rue de Paris, au nord de la ville, point de départ de la route menant de Moulins vers la capitale.

## Description
La façade sur le jardin se compose d'un corps de logis à deux linteaux encadré par deux pavillons. Le bâtiment est un rez-de-chaussée, entresolé sur la cour. De chaque côté du corps central, mur de briques polychrome bourbonnais. L'orangerie possède également une facture polychrome de briques rouges et noires, assemblées en losanges. Le jardin à la française comporte un bassin de huit mètres de diamètre et est bordé au nord par une terrasse qui le sépare du potager. A l'intérieur, l'escalier de bois possède une rampe à balustres. La décoration de la pièce la plus importante est en stuc. La cheminée comporte un contrecœur aux armes de Héron et de sa femme. La demeure, ses communs, l'orangerie et le pavillon du jardinier répartis autour d'un jardin avec parterre à la française sont un témoignage du cadre de vie provinciale au début du XVIIIe siècle.

## Historique
L'ensemble est construit entre 1662 et 1717 pour Lambert Héron, trésorier de France et receveur général des fermes unies du roi. Portail sur rue, pavillon au nord de l'habitation : 1662 ; corps de logis agrandi et complété en 1701-1702 ; aménagement du potager : 1705-1706 ; réfection et agrandissement de l'orangerie : 1717.
L'hôtel est inscrit au titre des monuments historiques par arrêté du 23 décembre 2009.

## Protection
Éléments protégés : l'hôtel en totalité, y compris ses intérieurs avec leur décor, ses clôtures et portails, ses communs, son jardin avec ses aménagements hydrauliques et son orangerie, ainsi que son pavillon nord.

## Galerie

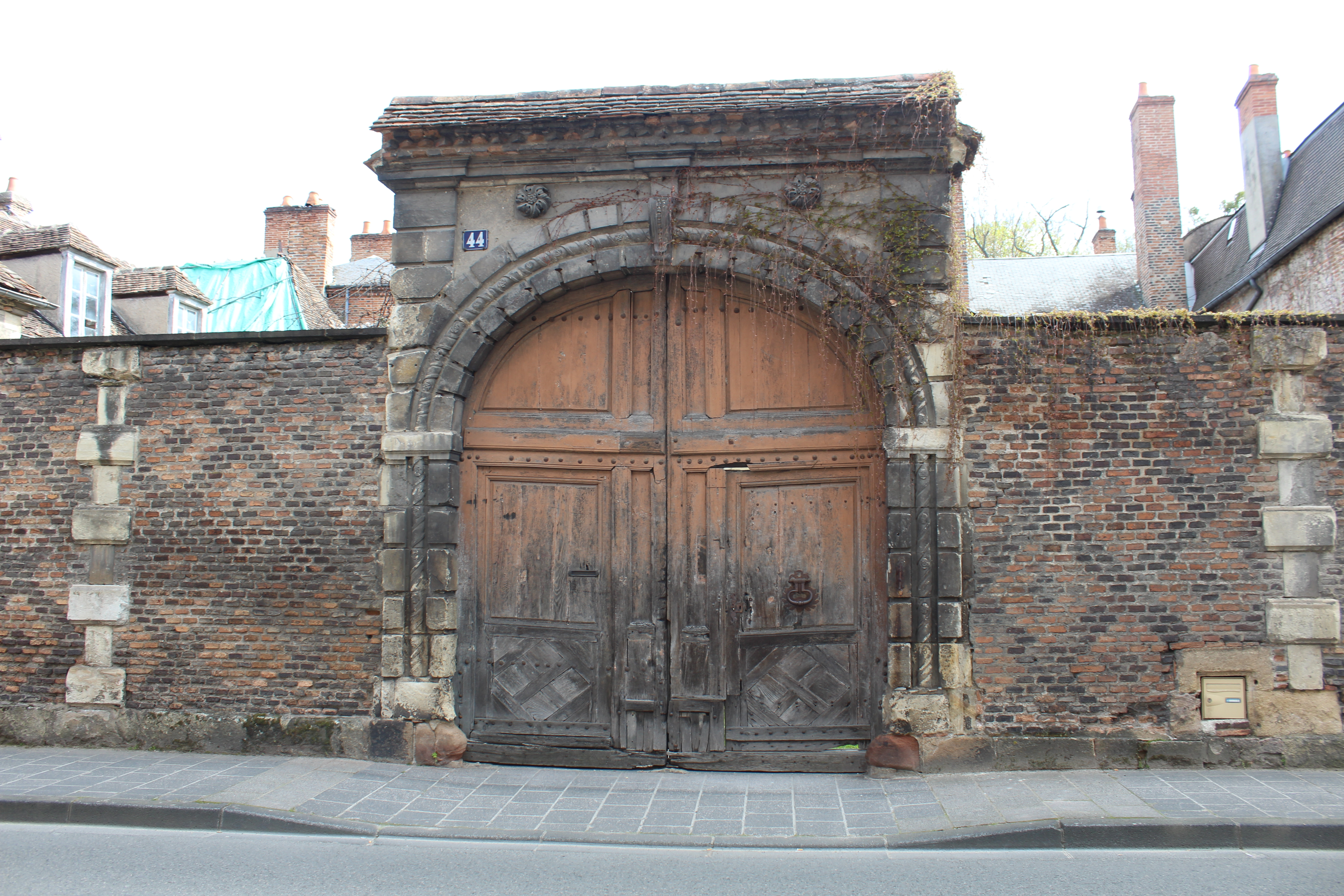
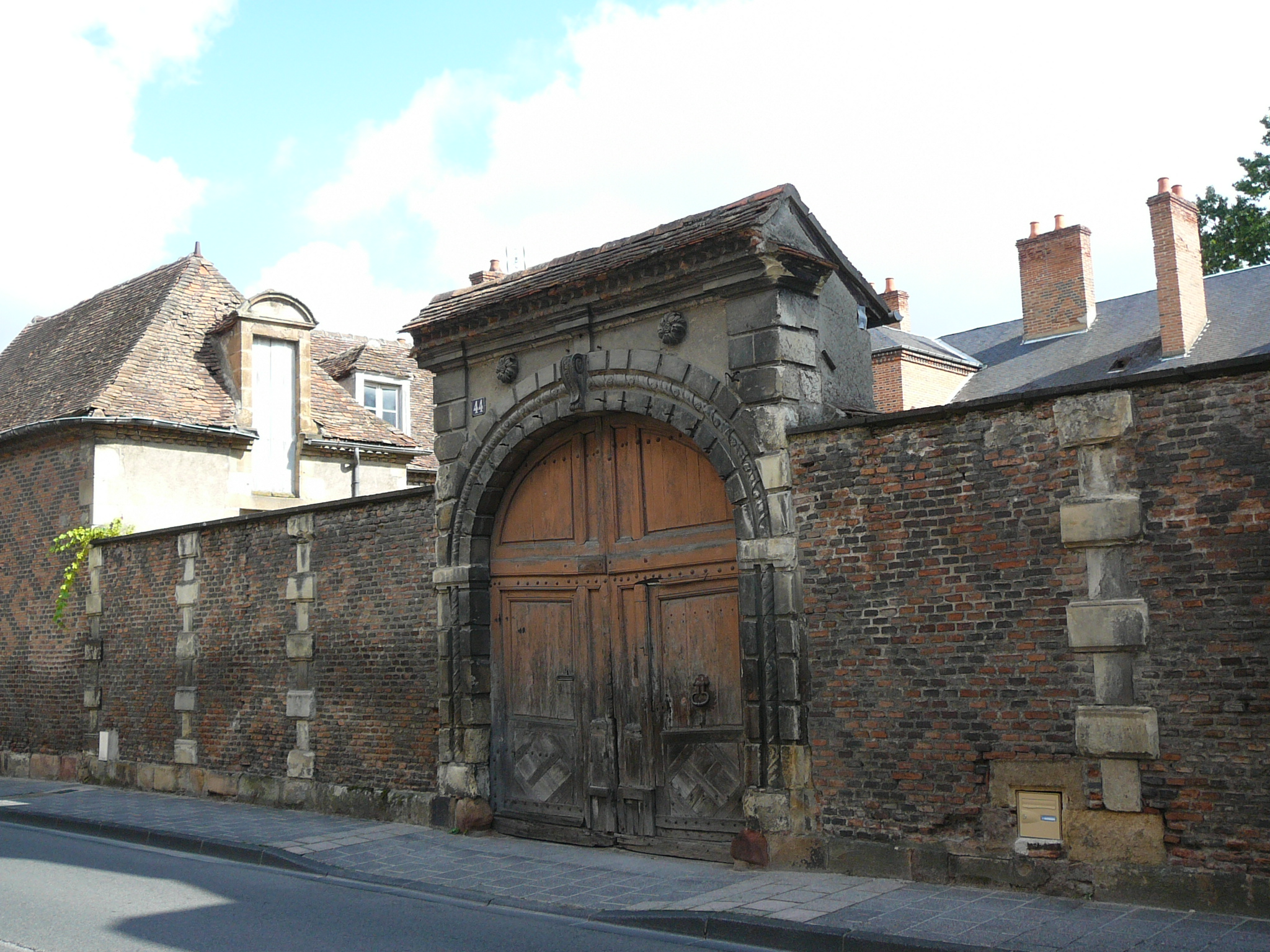
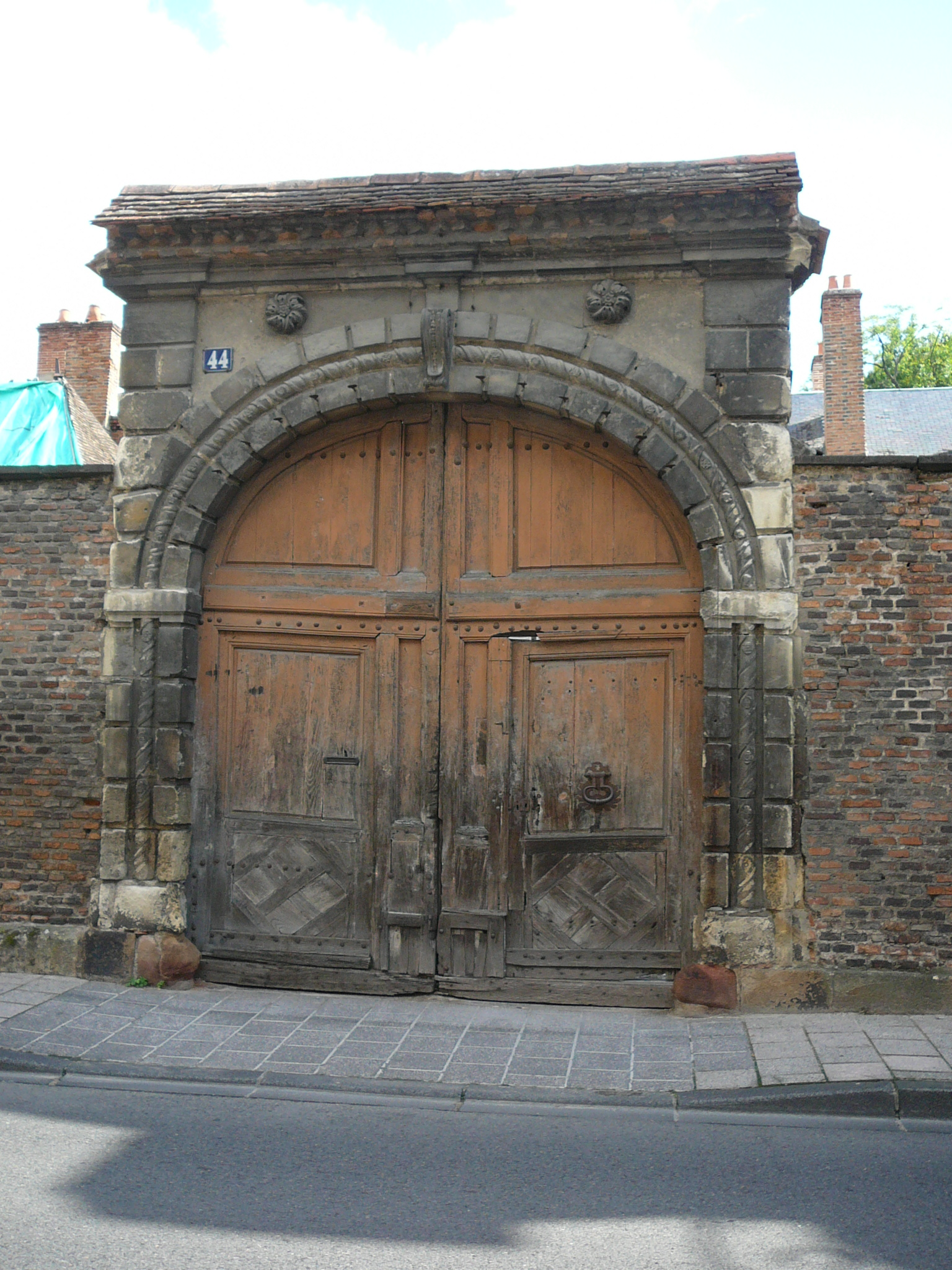